# Jiří Sarganek
Jiří Sarganek, též Jerzy Sarganek či Georg Sarganeck (27. ledna 1702, Dolní Suchá – 24. května 1743, Neustadt an der Aisch  Bavorské kurfiřtství) byl slezský spisovatel, evangelický teolog pietistického směru a pedagog.

## Život

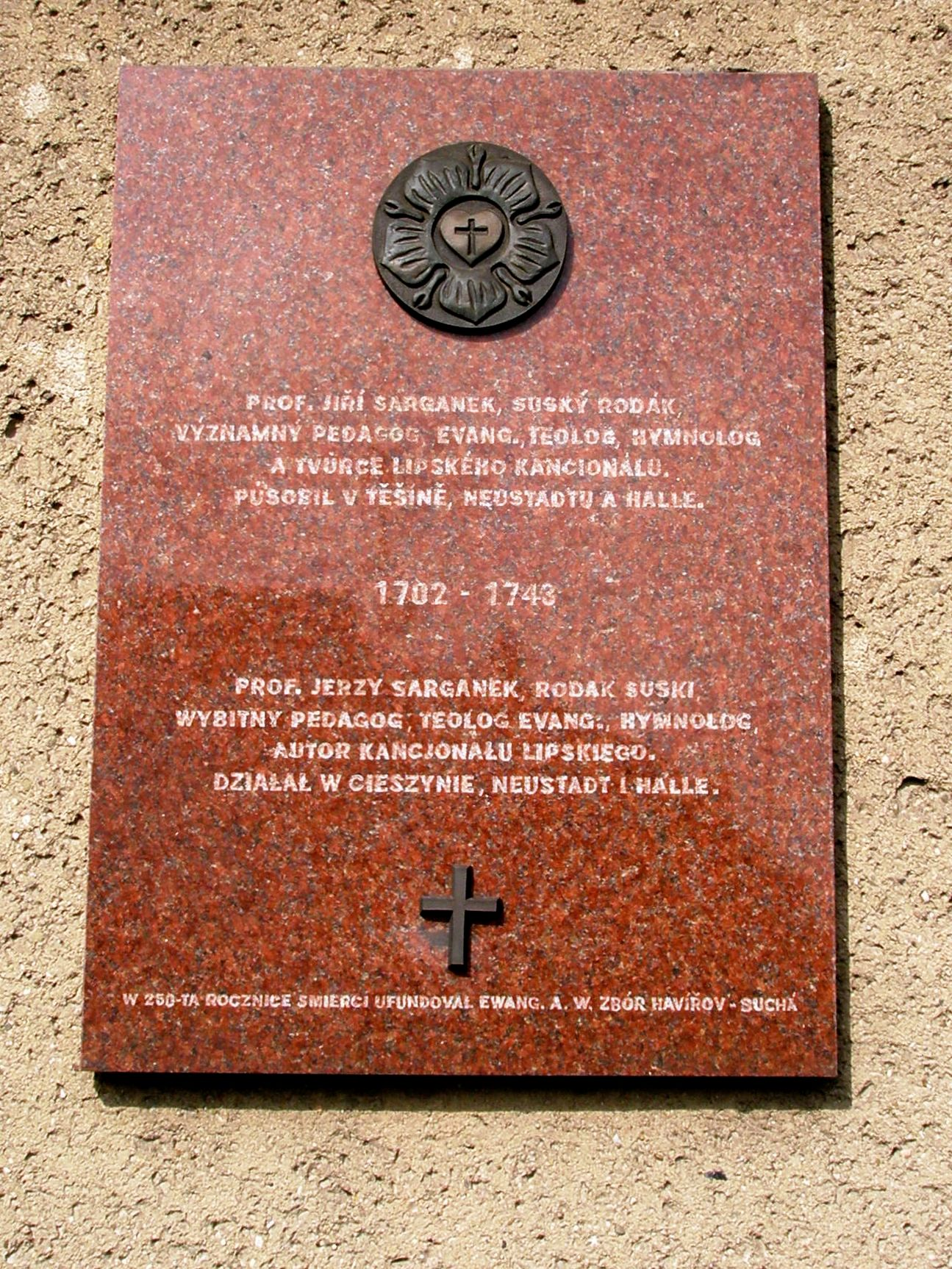
Pamětní deska J. Sarganka v Prostřední Suché

Narodil se v Dolní Suché na Těšínsku. Studoval na univerzitě v Halle. Od roku 1728 do roku 1730 působil jako učitel na evangelické Ježíšově škole v Těšíně, odkud byl císařem Karlem VI. kvůli svému pietismu vypovězen. Odešel do Německa, kde vyučoval na školách ve městech Neustadt an der Aisch a Halle. Patří k významným osobnostem české nekatolické exilové literatury.

## Dílo

### Česky
- Přídavek, totižto správa a ponaučení převelmi potřebné, 1) o pravém pokání a znovu zrození koněčně potřebným, 2) o spůsobu ospravedlnění člověka kajícího a věřícího před soudem Božím – dvě teologická pojednání ve formě dopisů, které tvoří přídavek k českému překladu knihy A. H. Franckeho „Obhájení učení evangelium svatého“, Halle 1736.
- Lipský kancionál neboli Cithara sanctorum aneb žalmy a písně duchovní… – nejobsažnější český zpěvník v dějinách, obsahuje na 1800 písní a žaltář; Lipsko 1737.[3]

### Německy
- Versuch einer Anwendung der Mathematic in dem Articul von der Größe der Sünden-Schulden (1736)
- Die Geometrie in Tabellen (1739)
- Überzeugende und bewegliche Warnung vor allen Sünden der Unreinigkeit und heimlichen Unzucht (1740) – pojednání o masturbaci a sexu.[4]